# 鹽山由佳
鹽山 由佳（3月20日—）是日本女性聲優。特技是游泳。

## 演出作品

### 動畫作品
- 湯瑪士小火車 （艾蜜莉）（第七至八季）
- 阿倍野橋魔法商店街（朋友C）
- 新宇宙飛龍（報告人）
- Kanon（過路人、女學生、陸上部員）
- ONE PIECE（キウイ、ミュレ、ナース）
- 流星之洛克人（導師）
- 飛天小女警Z（鞋子店的店員）
- 死亡筆記本（ヨッシー）
- 音速小子X（史嘉麗、法蘭西絲 其他）
- 極速攝殺（二子）
- 廢棄公主（薩頓）
- 最終兵器少女（和也）
- 紅（女中1）
- 你所期望的永遠（客人）

### OVA
- 惡魔城 蒼月十字架（セリア・フォルトゥナ）
- 銀河少女警察（E）
- 英雄傳說 空之軌跡 THE ANIMATION〔雪拉紮德·哈維〕
- 召喚夜響曲 雙紀元 ~精靈們的共鳴~（フィクラ）
- 交響曲傳奇（露娜、シルフ・セフィー）
- 長劍風暴：百年戰爭（克莉絲婷・德・皮桑）
- 約束之地（ウルスラ）

### 遊戲
- 英雄傳說 軌跡系列（雪拉紮德·哈維）
  - [PC][PSP]英雄傳說VI 空之軌跡
  - [PSP]伊苏vs.空之轨迹

## 外部連結
- 事務所公開簡歷（页面存档备份，存于）（日語）